# Ranma ½ (film)
Ranma ½ (らんま1/2?, Ranma Nibun no Ichi) è film televisivo giapponese del 2011, adattamento live action del manga omonimo. Include parti tratte dal manga, ma anche una storia del tutto originale. Si tratta di un tanpatsu, ovvero d'uno special per la tv ad episodio unico.

## Trama
Akane, figlia minore della famiglia Tendo, è fortemente decisa a ereditare e salvaguardare il dojo paterno: forte ed esperta d'arti marziali, non si sente in nulla inferiore ad un maschio. Il padre, tuttavia, decide a sorpresa ed un po' arbitrariamente che solo un uomo potrà diventarne erede; ha inoltre scelto come futuro marito della figlia Ranma, figlio di un suo amico di vecchia data. Questo fatto s'incrocia con la relazione di amore-odio che la ragazza intrattiene con Ranma, divenuto improvvisamente un rivale per l'eredità.
Questi però, ha anche ulteriori preoccupazioni e problemi a cui pensare: difatti, a seguito d'una maledizione subita quando si trovava ad esercitare le arti marziali nelle vicinanze di certe sorgenti magiche in Cina, ogni volta che si bagna con l'acqua fredda assume sembianze femminili. Per poter tornare ad esser nuovamente un uomo completo a tutti gli effetti, Ranma viene coinvolto in un'aspra lotta contro un nemico misterioso. Anche Akane vi si  troverà immischiata, attraverso una strana collana da lei posseduta e tramandatagli dalla madre

## Protagonisti
- Akane Tendo, interpretata da Yui Aragaki
- Ranma Saotome, interpretato da Kento Kaku
- Ranma Saotome da femmina, interpretato da Natsuna Watanabe
- Genma Saotome, interpretato da Arata Furuta
- Soun Tendo, interpretato da Katsuhisa Namase
- Hikaru Gosunkugi, interpretato da Yūta Kanai
- Kasumi Tendo, interpretata da Kyōko Hasegawa
- Nabiki Tendo, interpretata da Mari Nishiyama
- Tatewaki Kuno, interpretato da Kento Nagayama
- dottor Tofu Ono, interpretato da Shōsuke Tanihara